# Rue Saint-Bonaventure
La rue Saint-Bonaventure est une rue du quartier des Cordeliers située sur la presqu'île dans le 2e arrondissement de Lyon, en France.

## Situation et accès
La rue commence rue Grôlée, derrière la basilique Saint-Bonaventure, elle est ensuite traversée par la rue du Président-Carnot et se termine quai Jules-Courmont. La circulation se fait dans le sens inverse de la numérotation. De la rue Grôlée jusqu'à la rue Président-Carnot, le stationnement se fait d'un seul coté ; il est ensuite réservé à la livraison.

## Origine du nom
La rue doit son nom à la basilique Saint-Bonaventure toute proche et au fait que saint Bonaventure (1221-1274) soit mort lors du deuxième concile de Lyon.

## Histoire
Avant les travaux du quartier, la rue derrière l'église portait le nom de rue du Confalon, du nom d'une confrérie fondée en 1274; tandis que la rue Saint-Bonaventure ne portait ce nom que pour la partie attenant au quai. En 1854, la rue Saint-Bonaventure absorbe la rue Confalon.
La rue prend sa configuration actuelle lors du percement de la rue du Président-Carnot dans les années 1890. Les immeubles actuels sont alors construits,.